# Cratostigma regularis
Cratostigma regularis är en sjöpungsart som beskrevs av Monniot 1963. Cratostigma regularis ingår i släktet Cratostigma och familjen lädermantlade sjöpungar. Inga underarter finns listade i Catalogue of Life.